# A-frame Lake
A-frame Lake är en sjö i Kanada. Den ligger i countyt Simcoe och provinsen Ontario, i den sydöstra delen av landet, 300 km väster om huvudstaden Ottawa.